# 土地創富投資
土地創富投資（英語：land banking），又稱土地儲蓄、或策略性土地投資，其做法是購買未經開發的土地，並持有一段時間直至這有利可圖時出售給其他買家，以賺取利潤。
土地是受歡迎的投資產品，因為相對股票或債券，土地是一個有形資產。預期土地價值增加的原因有：通貨膨脹、土地用途轉換為住宅、或在土地中提取天然資源。適宜策略性土地投資的地塊多坐落於迅速發展的城市區域或鄰近道路上。最初的目標是購買未開發的土地，因它位於城市發展的區域，使其價值增加。投資目的是找出這些具潛力的土地，然後等待地價上升，並出售與發展商加以開發。

## 各國土地儲蓄投資

### 英國
英国的土地儲蓄曾是擁有土地的紳士或地產發展商的專屬。許多聲名顯赫的上市商業建築公司成功地為未來的建設項目儲備了土地。这些公司还购买土地并将其分成较小的地块，然后分别出售给个人投资者。在英国，这种相对较新的做法不受金融行为监管局金融行为监管局（FCA）的控制。由於不少銷售地塊的土地儲蓄公司已經破產倒閉，很多人對這種投資方式抱有戒心。儘管英國在2002年至2007年7月經歷了房地產大熱，但目前尚無英國地塊的土地儲蓄投資的確認成功的案例。
在《2000年金融服务和市场法》（Financial Services and Markets Act 2000）中，属于集体投资计划的土地储蓄计划是一种“受规管活动（regulated activity）”，根据第19（1）節的规定，只有在英國的獲授權或豁免的人才能進行。第26節规定，不符合此规定的人所达成的协议没有执行力，向其支付的任何款项都可以追回，并可索赔遭受的任何损失。在FCA最近实施该法规后，许多出售英国土地的公司已搬迁至欧盟之外，仅向不受FCA法规保护的非英国居民提供土地。

#### 在英國提供儲蓄地塊的公司
《土地注册法》（Land Registration Act）修訂以来，有许多提供英国土地作为投资标的的公司成立。通常，它们提供的土地是绿带、自然保护区、冲积平原，农地或受保护而不适合开发的土地。此类集体投资计划出售的地块尚无成功申请规划许可的案例。
很多投资者在英国土地投资计划中遭受了相当大的损失。许多提供英国土地的英国公司已经破产，或被英國金融服務管理局（FSA）等部门关闭。在FSA调查后，一些公司已转移到海外。现在，有些公司在杜拜或新加坡等地运营，提供英国土地，这些地方的当局尚未对此进行监管，或者并不知悉此类投资的高风险特性。2010年6月，新加坡金融管理局（MAS）对土地储蓄计划提出了警告，称这可能是一个骗局，特别对于提供英国和加拿大土地的公司而言。

#### 銷售手法
這類公司的營業代表可能通過電話、在購物中心攤位或在地產展會上聯繫客戶，提供英国的战略性土地投资。他們往往會引用英国政府或行业统计数据、地块与建成区的距离或英国房价走势来说明为什么该土地是投资的好项目。他们在口头上可能会暗示该地可以快速通过建筑审批，并且具有很大的开发建设潜力。定價時，他們通常會參考牛市期間獲批的建築土地價格。土地储蓄公司通常会在现场提供详细规划，显示该地块会有住房开发。這些規劃常被冠以「前核准階段」（pre-approved）、「概念性」（concept）或「前開發階段」（predevelopment）之名。銷售人員會着重強調未來潛在的增值，而不是當前的市價。
然而他們絕口不提绿带或农用地的价值，也不說明長期維護以及批量出售小塊土地的問題。其售價通常比土地的現價高出10-100倍。其展示的規劃在英國規劃法律中並沒有效力，不能視為任何規劃進展的跡象。儘管銷售人員通常會作出非常樂觀的描繪，但書面合同不會就規劃許可作出任何保證。銷售人員通常不會提到該土地是受保護的土地或綠帶，不能根據當前的規劃法規進行開發。在可預見的時間範圍內，這些地方也許都無法獲得規劃許可。
投資者最終可能會為這小塊價值不高的土地支付大量金錢，而這些土地極有可能長期處於未開發狀態。一旦公眾意識到擬議的地塊投資計劃缺乏可行性，單個地塊的轉售價就將崩潰。隨之而來是這些土地公司被清算，或轉移至另一國家或地區。
對於表示願意購買此類項目的客戶，他們也可能會兜售其他地方的土地儲蓄投資產品或其他高收益投资项目。他們甚至會將客戶添加至易拉攏客戶列表，然後將其出售給其他提供類似項目的公司。土地儲蓄公司破產時，他們還可能向投資者提供收費的投資回收或計劃服務。但這類服務通常是欺詐或不可行的，並會導致投資者進一步損失金錢。

#### 爭議
一部題為《You and Yours》的紀錄片於2006年12月4日在英国广播公司（BBC）4號頻道首播，批評了英國許多土地儲蓄公司提供的服務是在欺騙客戶。土地創富投資詐騙是基於任何地塊獲得規劃許可的機會都極低，而在這些地塊上可獲得極高利潤率，賣方遂使用誤導性的營銷策略說服買家，他們進行的是「合理」的投資。
出售英國土地的一條關鍵策略，是暗示客戶擁有該土地，因此不會損失錢財。土地儲蓄公司通常會暗示土地價值逐年遞增，並且非常樂觀地預估成功申請規劃的時間表。但這些並不會寫入合約。通常，土地储蓄公司出售土地的溢价是未开发土地当前市值的15至100倍。买家可能会为当前市值仅500英镑的土地支付15,000英镑。由此觀之，其投資的標的不在土地上，土地价值每年小幅增长毫无意义，真正投資的是交付在未來有价值的獲批的建築用地這一服務。如果该服务从未交付或不成功，则剩下的土地资产通常毫无价值。如果销售公司倒闭或消失，则土地所有者将不能经济地出售该土地，因为行政上的精力和销售成本通常会超过该土地的价值。
許多土地儲蓄公司會獵取英國以外的受害者，特別是來自加拿大、新加坡、泰国、汶莱和马来西亚的。這些國家的居民可能並不瞭解英國房地產市場和當地規劃法規（如綠帶分區規劃）。
2008年，土地儲蓄公司UKLI已將地塊賣給4500人並獲得6900萬英鎊，但因破產而被行政當局接管。在損失了投資人1000萬英鎊後，Land International在2008年關門，而相同的土地隨後在亞洲再次出售。2010年，Land International (Far East)破产，导致投资者损失600万新元（250万英镑）。国会议员大衛·希思要求就森麻實郡迪恩（Dean）村的209塊土地在下议院辯論，他說：「儘管土地創富投資可能並不違法，但這無疑是一場騙局」。
英國土地註冊處于2009年1月15日发布了新闻稿，提醒消费者土地注册处已发布有关土地创富投资计划的指导警告。土地注册处企业法律服务主管Mike Westcott Rudd表示，公众“对获得规划许可的前景被误导”，知名银行和开发商被错误地援引为该项目的合作伙伴，在某些情况下他们还伪造并展示土地注册处文件，以表明该地规划“获批”，但实际上并没有。
由于广泛的争议和媒体对土地儲蓄的报道，许多参与其中的公司董事和官員受到了起訴並被判監禁。

### 美國
土地储蓄作为一项投资对美国来说并不新鲜。几位白手起家的亿万富豪就是靠在尚未出现发展机会的加州購置大片土地而發家的。鲍勃·霍普和唐納·川普等人通過购买大面积土地、持有房产，並在市场在出售，获得了可观的回报。但是，美国也有很多土地骗局，例如佛罗里达沼泽地的大片土地被當成适合房地产開發的用地出售。
佛罗里达州的土地诈骗史可以追溯到1920年代的佛罗里达Land Rush。今天，佛罗里达许多县都有这些土地诈骗的踪迹。特别是波尔克县遭受了土地储蓄诈骗的打击。波尔克县位于佛罗里达州希爾斯波羅縣的坦帕市和橙縣的奥兰多市之间，一直是投机性土地开发的温床。北波尔克县位于较低的綠色沼澤内。佛罗里达州已宣布绿色沼泽为“国家至关重要的土地”（land of critical state concern）。在1970年代至1980年代后期，绿色沼泽被当成适合地产开发的土地出售。迪士尼世界的開發被用作說服個人高價購地的销售手段。其价格从每英亩2,000美元炒到最高15,000美元不等。佛罗里达州的土地储蓄诈骗至今仍在继续，并且大多在美国境外进行。粗心的外国客户通过契约协议从美国境外购买了佛罗里达州的土地。

### 澳大利亚
2008年12月，在全球金融危机最严重的时候，外国投资审查委员会（FIRB）放宽了有关外国投资澳大利亚房地产的法律。根据先前的法律，临时居民仅能购买价值不超过300,000澳元的主要居住地物业。而根据自2009年2月生效的新法律，该限额已被删除。
2010年3月，澳洲儲備銀行行长宣布，央行正在監控規則變更對房地產市場的影響。
2010年4月24日，助理财政部长参议员尼克·谢里宣布，由于公众强烈反对一年前所做的修订，将再次收紧外国投资法。尽管他们仍然有权购买任何价值的财产，但临时居民现在必须在出国时出售其住房，并且必须将所有购买情况报告给外国投资审查委员会，事实上消除了这种土地储蓄漏洞。但是，外国公司可以购买地产以安置当地员工。
外国个人仍可能仅出于在澳大利亚购买财产的目的而注册公司，从而绕过这一限制。
自2010年4月20日起，澳大利亚政府委员会已同意住房供应和可负担性改革工作组（Housing Supply and Affordability Reform Working Party）将在2010年中期之前扩大土地审计工作，以审查“未充分利用的私人大块土地。

## 农业土地储蓄

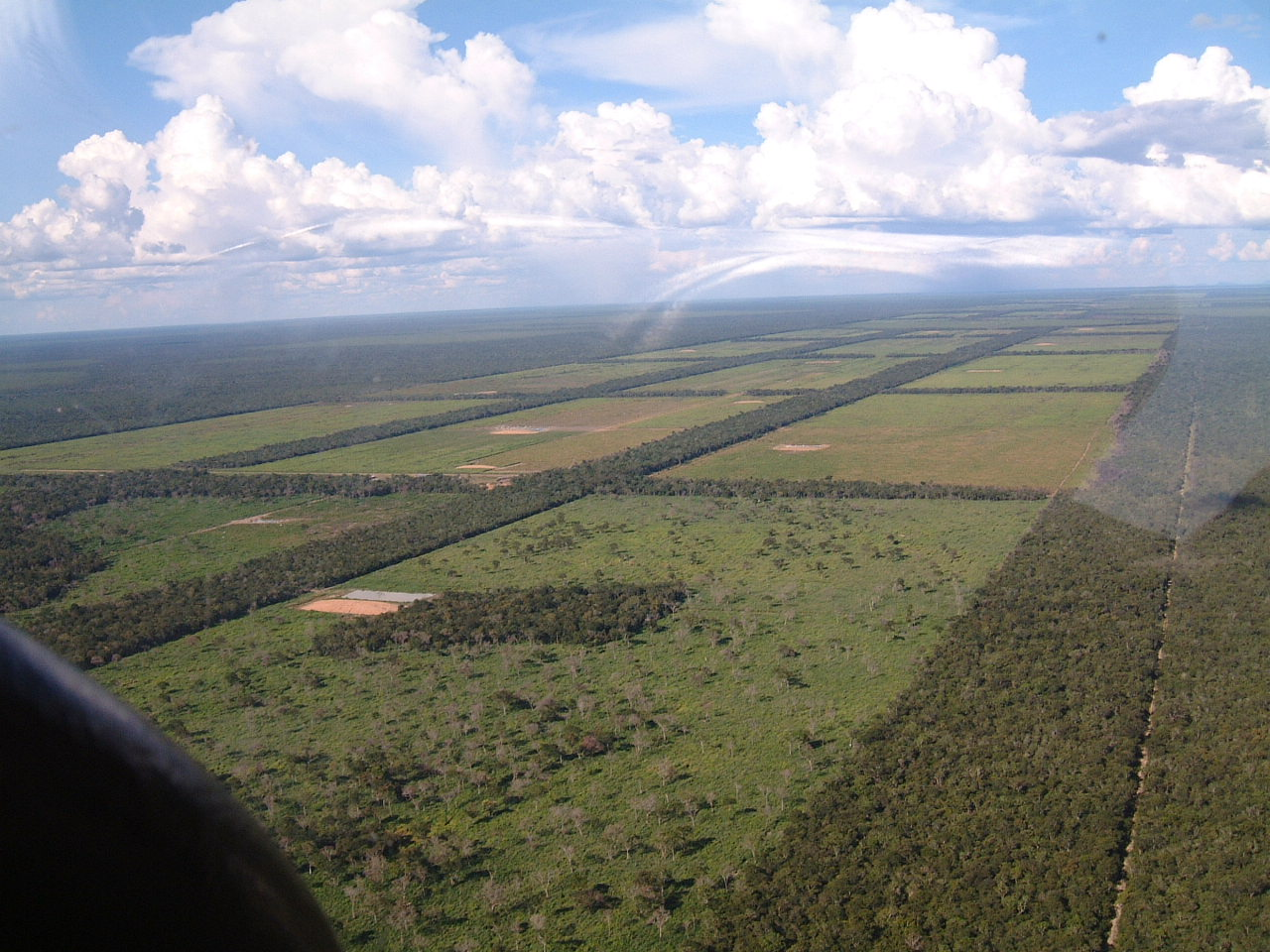
巴拉圭格兰查科的农业发展

尽管大多数土地储蓄的基础是犧牲農地進行城市地區的擴張，但世界上許多地方卻在犧牲未開墾土地來擴張農業用地。購買因气候、地形和土壤特性而被認為适合發展农业的未開墾土地，而买者本人並無意願自己耕种或出租该土地，就被稱為農業土地儲備（agricultural land banking）。
土地储蓄投资者购买时，此类土地通常与现有基础设施相距甚远，因此其价格较低。投资者预计，由于该地富有自然生产潜力，将能发展农业基础设施（足夠的道路、專業的承包商、穀倉），更多的土地將投入耕種，地价将大幅增长。
現存大量肥沃的原始土地且估值较低，以及法律允许国内外投资者持有大量土地的地方，出現了农业土地储蓄的行為。近年来，这类投资的典型国家有阿根廷、巴西、乌拉圭、巴拉圭，这些国家的土地价格因此而上涨。
尽管世界上肥沃的土地是有限的和宝贵的资产并不是什么新鲜的認知，但是当出现全球粮食危机，人們創造出诸如peak wheat（小麦峰值，即小麥產量達到高峰，此後不再增長甚至下跌）、peak soil（土壤峰值，即土壤能提供的產量達到峰值）等新詞時，農業土地儲備重新引起了公众和媒体的关注。